# Susogós Mackók
A Susogós Mackók a Comedy Central saját gyártású, általában egy-másfél perces epizódokból álló bábjátéksorozata, melyek egy képregény ötletéből születtek meg Litkai Gergely tollából. Az alapkoncepció szerint két aranyos szőrmók mackó kapott volna szokatlan személyiséget – ez pedig nemsokára a lakótelepi szubkultúrából alakult ki, így lett hát Sanya és Brendon a Futrinka utcai lakótelep két vagánya. A mackók mozgását és hangját a Comedy Centralról már jól ismert Mogács Dániel és Veres András adja.

## Történet
2008 októberében, az első adásnaptól kezdte el vetíteni a Comedy Central az első epizódot. A sorozat hamar népszerű lett. Az első évad sikere után elkészült a második évad is, amelyben az epizódok új hátteret kaptak, és valamivel hosszabbak is lettek. A harmadik évadba szponzorként beszállt Old Spies Agent Academy, így a történetekbe több akciófilmszerű történet is belekerült. 2010. január 18-ától napi rendszerességgel új epizódokat tesz közzé a Comedy Central a honlapján. 2010 januárjában a Susogós Mackók is tiltakoztak a DigiTv azon döntése ellen, hogy spórolásból a Comedy Central-t levette a műsorkínálatából. 2010. szeptember 15-étől kezdi közzétenni a honlapján, majd a tévében is Comedy Central a 4. évad epizódjait. Az 1-3. évad epizódjai elérhetők az RTL Most honlapján is.

## Főszereplők

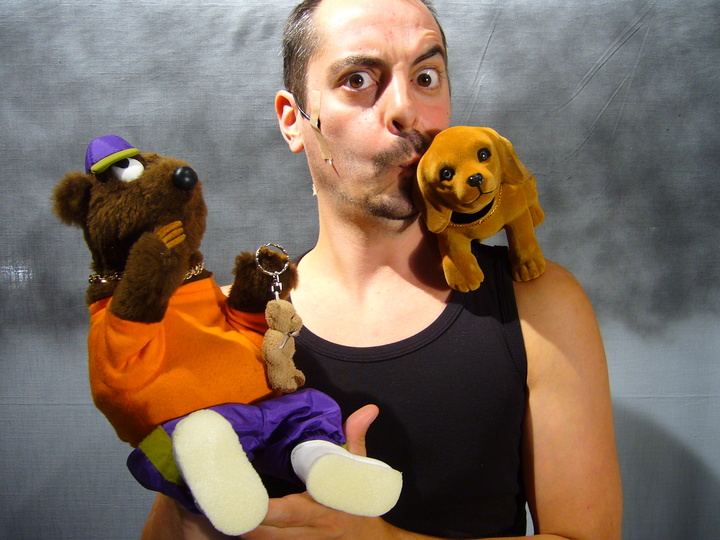
Mogács Dániel a Susogós Mackók két „szereplőjével”

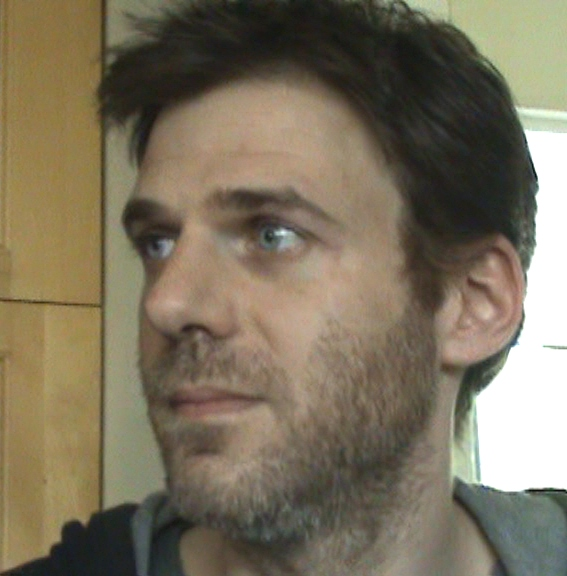
Veres András

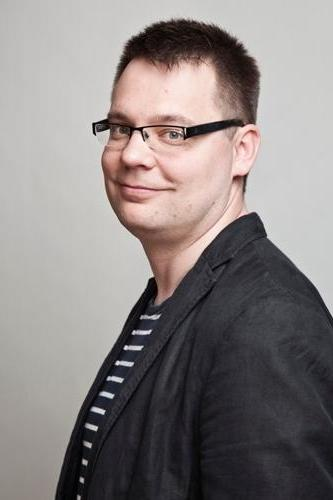
Litkai Gergely

- Brendon: Bundája barna. Brendon egy barna bandzsa medve, aki lila tetejű, citromszínű ellenzős sapkát, narancssárga pulóvert, valamint ezüst nyakláncot hord. Minden őrült időtöltésben benne van. Sanya előtt mindig úgy tesz, mintha zseni lenne, habár néha ő se tudja, hogy mit mond, vagy csinál. Brendon az, aki mindig a munkát keresi és a pénzért képes kaszkadőrködni, behajtós melót szerezni.

Hangja és mozgatója: Mogács Dániel
- Sanya: Bundája fehér. Sanya speciális mackónadrágot és pörköltszaftos atlétát visel. Sanya Brendon legjobb barátja, még ha sokszor nem is kapnak egymástól segítséget. Sanya mindig elgondolkozik az élet és más dolgok értelmén. Brendon mindig kioktatja, pedig a legtöbb esetben Sanyának van igaza. Medveszőr allergiás és idült mézfüggő. Utóbbiról nem tud leszokni.

Hangja és mozgatója: Veres András

## Mellékszereplők
- Brendon fia: Nevét nem tudjuk. Az egyik epizódban nyári munkát vállal és kulcstartó lesz. Mozgatója, hangja ismeretlen.
- Józsi: Részeges ördög a Vitéz László-féle előadásokból; akivel habár Brendonék jó barátságban vannak, néha őket is idegesíti az ördög alkoholizmusa, főleg, amikor kiáll a térre, és elkezd dalolni. Az egyik részben öngyilkosságot követ el. Hangja és mozgatója: Mogács Dániel.
- Kozsó: Egy bólogató autó-tacskó, aki tudja, hogy 150 centi az másfél méter.
- A Majom: Egy őrült majom, aki két epizódban megjelenik. (Az egyikben Brendon leköpi, a másikban pedig belezuhan egy szakadékba, és szörnyethal.) A negyedik évadban többször megjelenik, de mindig szörnyethal. Hangja és mozgatója: Mogács Dániel.
- A gyerekverő: Egy brutális "anonim" plüss-medve, aki megverte Brendon gyerekét a téren. Hangja: Veres András (torzítva). Mozgatója: Ismeretlen.
- János: Sanya régi beszélő telefonja

## Epizódszereplők
- Beácska: A 6. emeleten lakik. Sanya szerelmes volt belé. Kajakozik. Bögyös, nagy a feneke.
- Csajok: A Stírölés című epizódban a két mackó csak őket stírölte.
- Csapós ember: A Csapóóóó! című részben feltűnt alak. Brendon nincs jóban vele.
- Laci: A Színfalak mögött című epizódban esik róla szó. Sanya és Brendon színésztanodás régi ismerőse. Ő játssza Coccolino macit.
- Bucimaci: Szó esett róla. Egyszer fejbe verték, azért lett buci a feje. Agyilag zokni.
- Rendőrség: A Mentőakció című részben Sanyáék szerencsésen meglógnak előlük, Kozsó viszont nem.
- Nyesedékek: A Horror című részben szerepelnek. Sanya és Brendon "kissé" megijedt tőlük.

## Alkotók
- Rendezők: Mogács Dániel és Veres András
- Író: Litkai Gergely
- Díszlet és bábtervező: Sárkány Katalin
- Készítők: Koryürek Vera, Korecz Károly

## Sugározás
1. évad
- 2008 októberében (a Comedy Central csatorna indulásával) készült el, csupán egy háttérrel és néhány karakterrel.

2. évad
- 2009 januárjában jött ki, már több háttérrel és új karakterekkel.

3. évad (azaz Plüss James Bondok)
- 2009 júniusában kezdték vetíteni, amelyben a hagyományos epizódok mellett a Plüss James Bond-os epizódok is helyet kaptak.

4. évad
- 2010. szeptember 15-től először a csatorna honlapján, majd a tévében is megjelennek az új epizódok. Az epizódokban helyet kap a vér, horror, sport, szex, és előkerül egy csúcs okostelefon, aminek több jelenetben is főszerep jut.

5. évad
- 2012. február 12-től lehet megnézni a Comedy Central honlapján az 5. évad epizódjait.

6. évad
- 2014 első felében készült évad, amely az OLX támogatásával készült, így új főcímet is kapott.

7. évad
- 2014. december 23-tól lehet megtekinteni a 7. évad epizódjait a Comedy Central weboldalán. Az évad szintén az OLX támogatásával készült.

8. évad
- 2018. október 20-tól. Az évad első epizódja a Comedy Central 10. születésnapja alkalmából készült.

## Epizódok

### 1. évad
- Polgárőr (Brendon polgárőrként a fényvisszaverő mellényét teszteli.)
- Behajtós meló (Brendon elmondja Sanyának a behajtós meló lényegét: mondani kell valamit, hogy mi lesz, ha nem csinálja. Sanya végül nem csak belejön a melóba, de túlzásokba is esik.)
- Köbméterben? (A két mackó azon verseng, hogy kié nagyobb...)
- A gyilokgép (Kozsóról, a bólogató kutyáról kiderül, hogy bár gyilkolni nem tud, de olyan okos, mint egy nyomozókutya.)
- Mi volt a meccsen? (Brendon a meccsen történt vandalizmusról mesél, kissé túlzó stílusban.)
- A házasságról alapfokon (Brendon elmondja Sanyának, hogy a házasság lényege, hogy mindig van otthon valaki.)
- Vissza a természetbe (Sanya filmes élményei alapján vissza akar térni a természetbe, bogyót enni, fára mászni és üvöltözni...)
- Vegyél vissza! (A két mackó csendesen méregeti egymást, majd Brendon végül beszól Sanyának.)
- Stírölés (A medvék az úton elhaladó lányokat nézik, és majd kibeszélik vágyaikat.)
- Medvetámadás ellen (Sanya kioktatja Brendont, hogyan kell védekezni medvetámadás ellen, amit kipróbálva tényleg működik.)
- Kaszkadőrözés kezdő fokon (Brendon kaszkadőrnek készül, és bemutatja eddigi tudását Sanyának.)
- Mobil (Brendon átküldi Sanyának az új csengőhangját, ami nem más, mint Halász Judit Micimackó dalának feldolgozása.)
- Barátok közt másképp (Brendon szeretne szerepelni a Barátok köztben, azért elő is ad egy jelenetet Sanyának, akinek kimondottan tetszik.)
- Jóóóózsiii! (Brendon Józsinak kiabál, de Sanya figyelmezteti, hogy a másik házban lakik.)
- Valaki van bennünk! (A két mackónak furcsa érzése támad, mintha egy kéz lenne bennük. Legnagyobb meglepetésükre tényleg...)
- Beszorulva (Sanya beszorul egy nagy befőttes üvegbe. Brendon segítségére siet, de ő is beszorul.)
- Gyerek (Brendon a gyerekéről mesél, akit kimostak, és összement, most meg kulcstartóként dolgozik.)
- Király ez a szotyi! (A két medve napraforgó magot majszol napestig.)
- Új lánc (Brendon új nyaklánca kissé túlméretezett.)

### 2. évad
- Micimackó
- Józsi, az ördög (Józsi éjszaka részegen énekel, és táncol az utcán. Sanya visszazavarja őt a kocsmába.)
- Maciideál (Brendon úgy dönt, hogy metroszexuális lesz, azért szőrteleníteni szeretne, ami egy medvénél nem is olyan egyszerű.)
- Celeb (Brendon celebségre gyúr, már van is meghívása a Vacsoracsatába, ahol Korda Györgyöt kell megennie.)
- Gyerekverés (Egy nagy medve megverte Brendon fiát, mert a parkban állt. A bosszú helyett azonban Brendon nekifut a falnak.)
- Csapóóó! (Brendon egy tévéfelvételen nem tudja elmondani a bevezetőt, mert Sanya mindig beleszól az előadásmódba, amit Brendon nem visel el.)
- Karate csak fejjel (Brendon karatézni tanul, csak fejjel. Egy vasrudat ötezerszer fejel meg, mire eltörik.)
- Józsi sem a régi (Józsi részegen énekel, majd elhányja magát. A két medve furcsállja a dolgot.)
- Lógás (A két medve kimosva és kicentrizve lóg a szárítókötélen.)
- Remake (Brendon újrajátssza a Kemény Henrik által megformált Vitéz László palacsintasütős jelenetét.)
- Húzzad! (Brendon és Sanya kötelet húz... önmagukkal.)
- A színfalak mögött (Sanya és Brendon az öltözőben panaszkodnak, hogy a nézők a színészt azonosítják a szereppel.)
- Ki mit tud? (Brendon indulni akar a telepi Ki mit tud versenyen, medve/egyéb kategóriában Sanya hangját szeretné utánozni.)
- Mentőakció (Brendon és Sanya sikertelenül próbálja kimenteni Kozsót egy autó fogságából.)
- Tüntetés (Sanya tüntet az emberek védelméért.)
- Főzőműsor (Brendon az éjszakai főzőműsorban medvetalpat készít.)
- Medvesajt (Brendon medvesajtot vesz a közértben, és amikor Sanya rávilágít, hogy miből is készül a sajt, kihányja.)
- Majomkodás (Brendon rasszista kijelentések közepette zavarja el a majmot.)
- Ne nézz le! (Sanya észreveszi, hogy a paraván előtt egy nagy szakadék van. A majom bele is esik.)
- Sanya szerelmes (Sanya szerelmes lesz a bögyös kis Beácskába, akiről kiderül, hogy nagyfenekű.)
- Kikapcsolták a közműveket (A telepen a közös mérők miatt az áram és a víz mellett a gravitációt is kikapcsolták.)
- Tavasz (A medvék a tavaszt várják, és amikor kijönnek, még az utak fagyosak.)
- Buci Maci (A medvék Buci Macit cikizik ki.)

### 3. évad (+Plüss James Bondok)
- Titkos ügynök kerestetik (Sanya az újságban apróhirdetést talál.)
- Álnév (Brendon álnevet keres, de 6-7 óra próbálkozás után rájön, hogy nem ő választja ki.)
- Megszúrt a nap! (A susi macik készen állnak igazságot szolgáltatni, azonban Brendonnal baj van.)
- "Susi Maci" induló (Brendon és Sanya edzés közben indulót énekel, de Sanya nem találja a rímeket.)
- Új cuccok (A két medve dicsekszik titkos fegyvereikkel, ekkor Brendon felrobbantja sapkáját és Sanya életveszélyes állapotba kerül, majd meg is hal.)
- Láthatatlan mackónadrág (Sanya és Brendon egyik újabb fegyverüket tesztelik, de nem találják a kikapcs gombot.)
- Szemüveg (Brendon a nagyméretű ügynökszemüveg hátrányáról panaszkodik.)
- Önvédelmi óra (Sanya helyreteszi Brendont.)
- Valaki nyalogatja a seggem! (Józsi megeszi Brendont fogadásból, majd kihányja. Brendon úgy érezte hogy Józsiban valaki nyalogatta, aki nem más mint Kozsó.)
- Józsi akciózik (Józsi ismét részeg, és a ház tetején énekel, amíg a helikopter és barátai közreműködésével leugrik majd a telepi halálos szakadékba esik.)
- Leszokás (Sanya megpróbál leszokni a mézről, de visszaesik.)
- Ketrec (A két medve egy ketrecben harcol.)
- Nyaralás (Sanya elcseréli a szomszéddal a lakását, és ott nyaral.)
- Becézés (Brendon udvariasan megkéri Sanyát, hogy ne becézze.)
- Testtudat (Brendon arra panaszkodik, hogy lefogyott, de Sanya szerint csak a testtudata változott meg.)

### 4. évad
- Allergia (Sanya medveszőr allergiában szenved.)
- Fogadjunk, hogy... (Brendon fogad egy majommal, hogy nem engedi, hogy feldugjanak neki egy habverőt.)
- Horror (Brendon és Sanya a sötétben ücsörögnek, és félnek...)
- Teleshop (Brendon rábeszéli Sanyát, hogy régi mobilja helyett vegyen egy LG Optimus okostelefont.)
- Állat kísérlet (Brendon egy állatkísérletben vesz részt, hogy megállapítsák, hogy rákot okoz-e a mobiltelefon.)
- Akksi (Brendon tovább akar ébren maradni, mint amíg az új telefonjának az akkumulátora bírja.)
- Lajka (Kozsó nem tud nemet mondani.)
- Majom a sötétben (A két medve megállapítja, hogy a majom nem lát a sötétben.)
- Android (Brendon telefonja okosabbnak bizonyul a medvénél.)
- Majombaleset 1 (A majom ismét beleesik a szakadékba.)
- Internet (Brendon az internetes kereső segítségével próbálja megtudni, hogy milyen nap van.)
- Majombaleset 2 (A majom a saját banánhéján csúszik el.)
- Ördögűzés (Sanya egy fröccs ajánlattal kiűzi Józsi ördögöt Brendon testéből.)
- Dalfelismerés (Brendon dalfelismerős telefonja kudarcot vall Sanya éneklésére.)
- Swinger (A helyi swinger klubban nehezen indul be az élet, de a villany leoltása jót tesz.)
- Sziámi (A medvék keverik a sziámi macska és a sziámi ikrek fogalmát.)
- Túszejtés (Józsi mulatozás közben halomra lövi a lakótelep állatait.)
- Mátrix (A két mackó rádöbben, hogy virtuális valóságban élnek.)
- Szextelefon (Brendon szőr fetisiszta emelt díjas szex telefont üzemeltet.)
- Majombaleset 3 (Brendon majdnem megmenti a majmot...)
- Macihorror (Brendon mobilon nézi a Medve c. horrorfilm vágott változatát. Majd aztán a pornó változatát.)
- Panellopás 1 (A telepről ellopják a 7/B és 7/C épületeket.)
- GPS (A medvék az új telefon GPS-ét tesztelik.)
- Panellopás 2 (A medvék azt gyanítják, hogy Józsi ette meg a panelt.)
- Rövidítés (A medvék az új telefonjuk nevének eredetét firtatják.)
- Kutyaszar (Kozsót sétálni viszi Brendon, és feltakarítja utána a kutyaszart.)
- Időutazás (Brendon befizet egy időutazásra.)
- Fotózós (Brendon a telefonján a Picture search funkciót teszteli)
- Betelefonálós (Brendon emelt díjas betelefonáló műsort vezet, de csak Sanya telefonál be.)
- Harmadik típusú találkozás (Brendont elrabolják az ufók, és zselés formában ér vissza.)
- Bakik (A 4. évad bakijaiból készült válogatás)

### 5. évad
- Sapka (Brendon eltűnt sapkáját keresi sikertelenül)
- Telepi híradó (A telepi híradó előzetesét láthatjuk)
- 3D (A mackók a 3D látvány előnyével ismerkedik)
- Szendvicsember (Sanya tévedésből megevett egy szendvicsembert)
- Állatidomár (Józsi bemutatja állatidomár képességeit)
- Pecás (Sanya kifogja Majmot, majd visszadobja)
- Farkasmedve (Sanya farkasmedvévé változik éjfélkor)
- Vakkarate (Brendon bekötött szemmel próbálja lekaratézni Sanya fejéről egy almát)
- Tűzijáték (Brendon, Sanya, Józsi és a majom együtt nézik a tűzijátékot)
- Akupunktúra (Sanya akupunktúra kezelésen volt, de benne felejtették a tűket)
- Veszett Kozsó (Kozsó veszett lesz, és a medvéd magára hagyják)
- Fodrász (Brendon fodrásznál volt)
- Telepi reality (A valóságshowban szerepelnek a medvék, akik már túl vannak a kijelölésen)
- Telepi reality 2 (A valóságshow szavazására kerül sor)
- Csujogatás (A medvék indulnak a kerületi hagyományőrző fesztiválon csujogatásban)
- Angol nyelvlecke (A medvék az angol nyelvről és a méz jelentéséről beszélgetnek)
- Telepi túlélő 1 (Túlélési tanácsok, ha elfogyott a méz a boltban)
- Telepi túlélő 2 (Túlélési tanácsok, ha vírusszállító teherautó nekiütközik egy ABC-nek)
- Telepi túlélő 3 (Túlélési tanácsok, ha rablótámadás áldozatává válunk)
- Kávé (Brendon felpörög a kávétól)
- X-Faktor (Brendon indulni akar Józsival az X-Faktor következő adásában)
- Gyógyszerteszt(Az állatkísérletek káros hatásáról győződik meg Brendon és Józsi)
- Napozás (A napozás medvékre gyakorolt hatásáról beszélgetnek)
- Munka (Apróhirdetést böngészve a mackók állást keresnek)
- Hello Kitty (A medvék a hallgatag Hello Kittyvel ismerkednek)
- Panelprogram (A medvék a panelek felújításának hatásáról beszélgetnek)
- Majomlátogatás (Majomhoz megérkeznek az afrikai rokonai)

### Speciális részek
- Tiltakozás (Brendon és Sanya tiltakozik a Digi döntése ellen, hogy több csatorna mellett 2010. január 8-tól a Comedy Central is lekerült a műsorkínálatról. Ez az epizód már nem látható a Comedy Centralon. A csatorna azóta pedig visszakerült a szolgáltató kínálatába.)